# Metachelifer nepalensis
Espèce
Synonymes
- Hysterochelifer nepalensis Beier, 1974
- Metachelifer hyatti Ćurčić, 1980

Metachelifer nepalensis est une espèce de pseudoscorpions de la famille des Cheliferidae.

## Distribution
Cette espèce est endémique du Népal.

## Étymologie
Son nom d'espèce, composé de nepal et du suffixe latin -ensis, « qui vit dans, qui habite », lui a été donné en référence au lieu de sa découverte, le Népal.

## Publication originale
- Beier, 1974 : Pseudoscorpione aus Nepal. Senckenbergiana Biologica, vol. 55, no 4/6, p. 261-280.